# Nephrotoma umbripennis
Nephrotoma umbripennis är en tvåvingeart som beskrevs av Alexander 1917. Nephrotoma umbripennis ingår i släktet Nephrotoma och familjen storharkrankar. Inga underarter finns listade i Catalogue of Life.